# New York Liberty 2010
La stagione 2010 delle New York Liberty fu la 14ª nella WNBA per la franchigia.
Le New York Liberty arrivarono seconde nella Eastern Conference con un record di 22-12. Nei play-off vinsero la semifinale di conference con le Indiana Fever (2-1), perdendo poi la finale di conference con le Atlanta Dream (2-0).

## Roster
| N° | Naz.                   | Ruolo | Sportivo         | Anno | Alt. | Peso |
| -- | ---------------------- | ----- | ---------------- | ---- | ---- | ---- |
| 1  | Stati Uniti (bandiera) | G     | Nikki Blue       | 1984 | 173  | 74   |
| 3  | Stati Uniti (bandiera) | A     | Tiffany Jackson  | 1985 | 191  | 84   |
| 4  | Stati Uniti (bandiera) | C     | Janel McCarville | 1982 | 188  | 93   |
| 5  | Stati Uniti (bandiera) | G     | Leilani Mitchell | 1985 | 165  | 59   |
| 6  | Stati Uniti (bandiera) | GA    | Sidney Spencer   | 1985 | 191  | 83   |
| 7  | Stati Uniti (bandiera) | A     | Taj McWilliams   | 1970 | 188  | 83   |
| 14 | Stati Uniti (bandiera) | A     | Nicole Powell    | 1982 | 188  | 77   |
| 15 | Stati Uniti (bandiera) | C     | Kia Vaughn       | 1987 | 193  | 94   |
| 17 | Stati Uniti (bandiera) | GA    | Essence Carson   | 1986 | 183  | 75   |
| 22 | Stati Uniti (bandiera) | G     | Kalana Greene    | 1987 | 178  | 77   |
| 23 | Stati Uniti (bandiera) | G     | Cappie Pondexter | 1983 | 175  | 73   |
| 33 | Stati Uniti (bandiera) | A     | Plenette Pierson | 1981 | 188  | 81   |

## Staff tecnico
- Allenatore: Anne Donovan
- Vice-allenatori: Laurie Byrd, Catherine Proto
- Preparatore atletico:  Lisa White
- Preparatore fisico: Kevin Duffy